# Phạm Nhĩ
Phạm Nhĩ là một người trên cõi Trời, chưa được Ngọc Hoàng Thượng đế phong cho một tước hiệu xứng đáng. Ông là người bị Ngọc Hoàng đày xuống cõi trần.

## Đặc điểm
Điểm đặc biệt của Phạm Nhĩ là ông có hai vành tai dài và rách

## Phép thuật
Ông tài phép cao cường, tướng nhà Trời không có ai sánh kịp

## Tiểu sử
Phạm Nhĩ tính kiêu căng, khi không được Ngọc Hoàng phong cho chức vụ gì, ông sai bộ hạ lẻn đến giành ngôi vua của Ngọc Hoàng. Ngọc Hoàng sai 18 vị tướng. Phạm Nhĩ chỉ đánh 15 vị. Còn lại ba vị chạy về. Ngọc Hoàng lại sai 50 lực sĩ hầu cận nhưng họ bị Phạm Nhĩ cho no đòn.

Bao nhiêu viên cận thần được Ngọc Hoàng phái đến đều bị Phạm Nhĩ diệt sạch. Ngọc Hoàng sai người cầu cứu Phật tổ Như Lai. Nghe vậy Phật tổ sai Chuẩn Đề bắt Phạm Nhĩ. Phật tổ không ngờ Chuẩn Đề chết dưới tay Phạm Nhĩ. Phật tổ đi đến xa Thiên cung, Phạm Nhĩ sa vào túi thần và bị đày xuống trần gian hóa làm chúa sơn lâm.Rồi Ngọc Hoàng cắt đôi cánh để không bay về trời làm loạn nữa.

## Ca dao
Nhân dân thường làm một câu ca dao:
| “ | Trời sinh ra hùm có vây Hùm mà có cánh, hùm bay lên trời | ” |

để nhớ cuộc náo động Thiên cung của Phạm Nhĩ xưa kia.